# Anesthésie locale

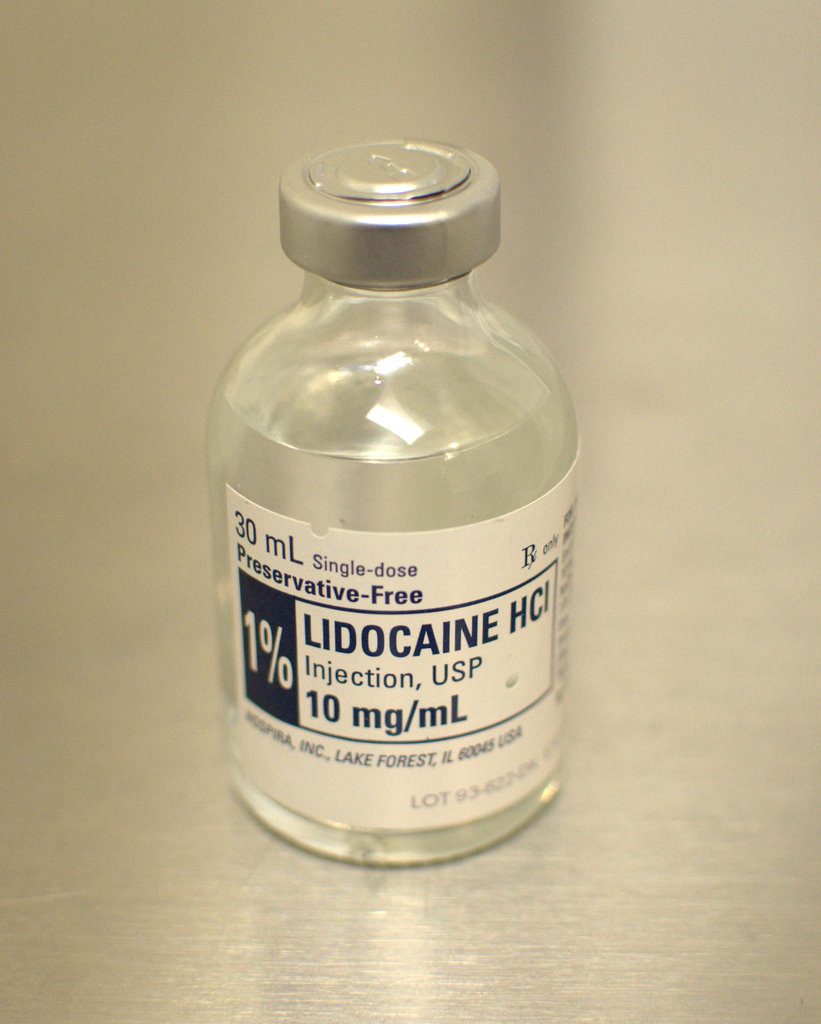
Lidocaïne.

Une anesthésie locale  consiste à inhiber de façon réversible la propagation des signaux le long des nerfs. 

Si cette anesthésie est réalisée au niveau de voies nerveuses spécifiques, elle est susceptible de produire des effets tels que l'analgésie (diminution de la sensation de douleur) et la paralysie (perte de puissance du muscle). 

Elle s'oppose à l'anesthésie générale où le patient est endormi.

## Histoire
En 1884, Carl Köller utilise déjà la cocaïne pour l’anesthésie par contact en ophtalmologie et en otorhinolaryngologie. La même année, Richard Hall inaugure son emploi en chirurgie dentaire et William Halsted introduit la technique du « bloc nerveux ».
En le greffant sur d’autres alcaloïdes, comme la quinine ou la morphine, Filehne démontre que c’est le noyau benzoyle de la cocaïne qui est responsable de son activité anesthésique. Mais ces esters benzoïques, tous actifs, restent trop irritants pour être utilisables.
Entrepris sur la base du modèle moléculaire proposé pour la cocaïne par Alfred Einhorn en 1892, les travaux de Georg Merling à Berlin aboutissent à la commercialisation de la bêta-eucaïne par Schering AG. Mais c’est Richard Willstätter, élève d’Einhorn, qui, en 1898, élucide définitivement la structure de la cocaïne, qu’il synthétise en 1901. La fonction phénolique liée à une fonction carboxylique estérifiée s’étant révélée essentielle, Paul Ehrlich met alors au point l’orthoforme puis le néoorthoforme, auxquels leur fonction phénolique prête aussi une action antiseptique. En 1902, E. Ritsert, cherchant à sa benzocaïne (Anesthésine) des dérivés plus solubles, parvient à la Nirvanine, immédiatement rendue obsolète par l’arrivée de nouvelles molécules.
En effet, dès l’année suivante Ernest Fourneau, directeur des recherches chez Poulenc frères, revenant d’Allemagne où il a travaillé avec Willstätter, synthétise la Stovaïne, premier substitut non irritant de la cocaïne en anesthésie locale. Un an plus tard, les laboratoires Hoechst commercialisent la Novocaïne synthétisée par Einhorn et qui sera pendant des décennies le principal des anesthésiques locaux.
Parallèlement à ces découvertes, des étapes essentielles dans le développement de l’anesthésie locale ont été franchies. Elles ont abouti aux techniques d’anesthésie locorégionale.
À la suite des travaux de l’Allemand Heinrich Braun, puis des Anglais George Oliver et Edward Sharpey-Schafer en 1894, et enfin des Américains John Jacob Abel et Albert Cornelius Crawford en 1898, l’adrénaline est introduite en anesthésie locale comme vasoconstricteur pour ralentir l’élimination du médicament et compléter ainsi les effets du garrottage, pratiqué par James Leonard Corning dès 1885.
Mais l’adrénaline reste insuffisamment efficace et le garrottage n’est utilisable que sur les territoires facilement accessibles. S’appuyant sur les observations faites par Edward Feinberg en 1886, et que François-Franck a reprises en 1887 pour établir que « le contact direct d’une solution de cocaïne avec un tronc nerveux détermine l’abolition des propriétés fonctionnelles de ce nerf », Corning et Oberst inaugurent alors la technique de l’anesthésie locorégionale : au lieu d’agir dans la région concernée, ils opèrent sur le nerf correspondant. Enfin, les Français Jean Anasthase Sicard et Fernand Cathelin mettent au point, en 1901, l’anesthésie péridurale en injectant le médicament dans le Liquide cérébrospinal,.

## Types d'anesthésies locales
Il existe différents types d'anesthésies locales :
- anesthésie topique = de surface : l'anesthésique sous forme de gel ou pommade est déposé sur la muqueuse.
- anesthésie par infiltration : l'anesthésique est déposé à proximité du ou des nerfs à endormir, grâce à une aiguille.

Les anesthésies locorégionales, plus efficaces que la simple anesthésie locale, anesthésient un nerf ou un territoire donné, souvent plus large que la zone chirurgicale concernée. Ces techniques permettent d'effectuer des chirurgies de plus grande envergure. Elles nécessitent des doses d'anesthésiques locaux modérées pour une grande efficacité. Les différents types d'anesthésies locorégionales sont:
- bloc tronculaire : consiste à infiltrer un tronc nerveux pour obtenir l'anesthésie de son territoire ; par exemple le bloc du nerf cubital entraine l'anesthésie du bord interne de la main.
- bloc plexique : consiste à infiltrer un plexus (ensemble de nerfs) pour obtenir une anesthésie d'une région entière. Par exemple, l'infiltration du plexus brachial entraine une anesthésie de tout le membre supérieur.
- blocage épidural (ou infiltration de l'espace péridural). En fonction du niveau infiltré peut donner une anesthésie de la moitié inférieure du corps, ou simplement de plusieurs métamères (péridurale suspendue)
- rachianesthésie : injection d'anesthésique local dans le liquide céphalorachidien, donne une anesthésie de la moitié inférieure du corps.

Les techniques d'anesthésie locorégionale font appel à l'utilisation de neurostimulateurs afin de faciliter le repérage des nerfs et d'améliorer le pourcentage de succès de ces anesthésies. L'utilisation du repérage des nerfs par échographie (technique indolore et beaucoup plus confortable pour le patient) est en pleine expansion et semble être la technique d'avenir.

## Types d'anesthésiques
Il existe de nombreux anesthésiques locaux. Jusqu'à la mise au point de la Stovaïne et de la Novocaïne, la cocaïne avait été pratiquement seule en usage. En 1946, Löfgren introduisit la lidocaïne. Puis vinrent la scandicaïne, la prilocaïne, l'étidocaïne et la bupivacaïne. Les plus modernes sont la ropivacaïne, la lévobupivacaïne, l'articaïne et la mépivacaïne.

## Anesthésies locales en dentisterie
- péri-apicales, para apicales ou supra-périostée : les plus fréquentes. L'anesthésique est déposé en regard de l'apex de la dent sur la face externe du périoste. Le produit diffuse au travers de la corticale pour rejoindre l'apex. Cette anesthésie se fait à la jonction gencive attachée/gencive libre. Il faut piquer avec une angulation de 45° et faire glisser le biseau en direction apicale jusqu'au-dessus de l'apex. Le point d'infiltration sera toujours distal par rapport à la dent. Utilisé pour toutes les dents maxillaires, et les dents mandibulaires antérieures (jusqu'à la première prémolaire). Au-delà son efficacité est relative. Elle se caractérise par un engourdissement plus ou moins important de la lèvre au niveau du site d’injection. Une para- apicale n'est, si elle est bien faite, pas douloureuse.
- intraseptales : l'anesthésique est déposé à l'intérieur de l'os alvéolaire, dans la crête osseuse. La solution diffuse, par capillarité, dans l'os spongieux et atteint l'extrémité radiculaire. On vise le milieu de la papille pour entrer dans la table osseuse. Il faut tarauder l'os avec une aiguille courte, bipointe car il faut forcer pour atteindre le septum. Cette technique peut être indifféremment utilisée à la mandibule et au maxillaire. Elle pose quelques problématiques :

1. il faut passer la corticale,
2. il y a risque de torsion et d'obstruction de l'aiguille,
3. c'est une anesthésie de courte durée,
4. s'il y a peu d'os spongieux et beaucoup d'os cortical, la vasoconstriction peut générer une nécrose du septum.

Il faut y avoir recours en dernier lieu.
- intraligamentaires : l'anesthésique est déposé à l'intérieur du desmodonte ou ligament alvéolodentaire. l'aiguille va passer entre le septum inter-dentaire et la racine. L'anesthésie arrive par toutes petites doses mais sous pression. Le biseau de l'aiguille est toujours tourné vers la racine. C'est une anesthésie de courte durée (15 minutes) donc pour des soins conservateurs courts. C'est une technique contre-indiquée pour les gros actes chirurgicaux (exodontie) et lésions parodontales car la vascularisation locale est perturbée et il y a un risque d'alvéolite.
- intrapulpaires : l'anesthésique est déposé dans la pulpe de la dent. Utilisée en complément, notamment lors d'actes endodontiques (dévitalisation). Cette technique a pour caractéristique d’être douloureuse.
- anesthésie loco-régionale (ou « tronculaire » ou « anesthésie à l'épine de Spix ») : permet d'endormir les molaires mandibulaires (impossibles à endormir par une para-apicale). On anesthésie le nerf mandibulaire (V3) avant qu'il n'entre dans l'os mandibulaire. On obtient une anesthésie des molaires et prémolaires, qui s’accompagne généralement d’une perte de sensibilité et de motricité de plusieurs heures de la lèvre du côté où a été faite l'infiltration. Cette anesthésie est souvent utilisée pour l’extraction des dents de sagesse. Elle nécessite un peu d’attente pour faire effet.
- anesthésie transcorticale : l'anesthésique est déposé dans l’os spongieux qui entoure la dent. Cette technique est immédiate et permet d’anesthésier 2 à 6 dents sans gêne postopératoire pour le patient.
- anesthésie ostéocentrale : l’anesthésique est également déposé dans l’os spongieux, mais à proximité immédiate des apex. De ce fait, l’anesthésie est instantanée et très efficace. Elle peut être utilisée sur tous les secteurs et permet d’obtenir l’anesthésie de 2 à 8 dents, sans engourdissement de la lèvre et sans suite postopératoire.

## Mode d'action des anesthésiques locaux
Repose sur le principe de modification des perméabilités membranaires de l'axone.
Dans la carpule, l'anesthésique est sous forme non ionisée donc inactif mais diffusible. Il ne s'active qu'en milieu acide (intérieur de l'axone).
Donc lorsque le produit est injecté, il est inactif (car le milieu n'est pas acide) mais se diffuse jusqu'à l'axone qu'il pénètre grâce aux canaux sodiques. Une fois rentré, il est en milieu acide, s'ionise donc s'active mais n'est plus diffusible. Il bloquera les récepteurs sodiques, ce qui entraînera la perte de l'excitabilité de la fibre nerveuse et l'abolition de la conduction du potentiel d'action.
Lors de phénomènes inflammatoires, le milieu dans lequel on injecte l'anesthésique est déjà acide, le produit est donc immédiatement ionisé, activé et ne diffuse pas jusqu'à l'axone, donc l'anesthésie ne prend pas. D'où l’intérêt dans ces cas là de passer de l'anesthésie locale à locorégionale.

## Sources
La section « Histoire » a pour source principale :
- François Chast, « De Freud à la péridurale : Anesthésie locale », dans Histoire contemporaine des médicaments, La Découverte, 2002